# Gare de Saint-Jean-de-Luz - Ciboure

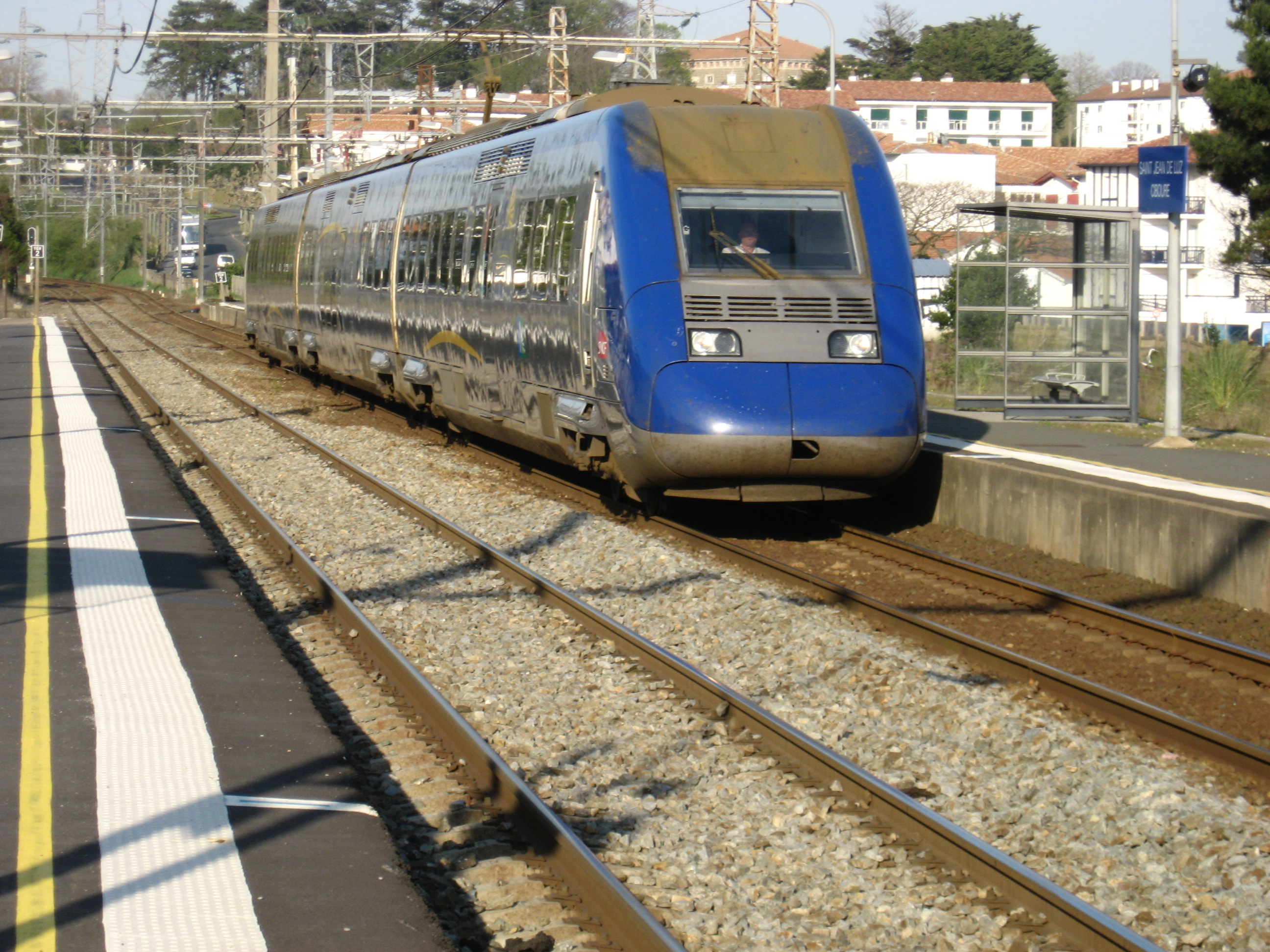
Un TER à destination d'Hendaye entre en gare en 2009

La gare de Saint-Jean-de-Luz - Ciboure est une gare ferroviaire française de la ligne de Bordeaux-Saint-Jean à Irun, située sur le territoire de la commune de Saint-Jean-de-Luz, à proximité de Ciboure, dans le département des Pyrénées-Atlantiques, en région Nouvelle-Aquitaine.
C'est une gare de la Société nationale des chemins de fer français (SNCF), desservie par les trains des réseaux TGV inOui, Intercités et TER Nouvelle-Aquitaine.

## Situation ferroviaire
Établie à 6 mètres d'altitude, la gare de Saint-Jean-de-Luz - Ciboure se situe au point kilométrique (PK) 220,393 de la ligne de Bordeaux-Saint-Jean à Irun entre la gare de Guéthary et celle des Deux-Jumeaux.

## Histoire
En 2023, selon les estimations de la SNCF, la fréquentation annuelle de la gare était de 542 621 voyageurs contre 478 467 en 2022.

## Service des voyageurs

### Accueil
Gare SNCF, elle dispose d'un bâtiment voyageurs, avec guichet, ouvert tous les jours. Elle est équipée d'automates pour l'achat de titres de transport. C'est une gare « Accès Plus » avec des aménagements, équipements et services pour les personnes à la mobilité réduite.

### Desserte
La gare est desservie par des trains du réseau TER Nouvelle-Aquitaine, qui circulent entre les gares d'Hendaye, Dax et Bordeaux-Saint-Jean pour la ligne 51, entre les gares Hendaye, Bayonne et Pau pour la ligne 53, des Intercités, à destination de Toulouse-Matabiau et d'Hendaye dans l’autre direction
Elle est également reliée à Paris par le TGV, effectuant la liaison entre Hendaye et Paris-Montparnasse via Bordeaux-Saint-Jean.

### Intermodalité
Un parc pour les vélos et un parking sont aménagés à ses abords.
La gare est à proximité de la halte routière des lignes du réseau de bus Txik Txak, desservie par les lignes 3, 4, 16, 17, 18, 26, 45 et 46.